# Balseros
Balseros és un documental català codirigit per Carles Bosch i Josep Maria Domènech. El reportatge relata les experiències de diversos balseros cubans, Es va començar a rodar l'estiu de 1994 i es va estrenar el 2002.

## Premis i nominacions
- Premi al millor documental sobre tema latinoamericà d'un director no latinoamericà al Festival del Nuevo Cine Latinoamericano de l'Havana de 2002.
- Candidatura al Premi Goya 2002 al millor documental.
- Festival de Cine de Sundance 2003.
- Nominada per l'Acadèmia a l'Oscar al Millor documental el 2004.
- Emmy a la millor fotografia: Josep Maria Domènech el 2005